# El Palau d'Anglesola
El Palau d'Anglesola és un municipi de la comarca del Pla d'Urgell.

## Història
Les arrels sembla que provenen d'un palau o almúnia àrabs, que, durant la conquesta del territori pels comtes de Barcelona en la segona meitat del segle xi, serien ocupats per Ramon Gombau d'Anglesola (1084). Un segle després, durant la política repobladora d'Alfons I el Cast, un dels terratinents del Palau d'Anglesola, Ramon Barrufell, serà nomenat primer comanador de la comanda templera de Barbens.
Al darrer terç del segle xiv i per poc temps, el Palau d'Anglesola juntament amb Sidamon esdevindran possessions d'Enric de Trastàmara, futur rei Enric II de Lleó i Castella. Aquest els traspassarà al comte Joan I d'Empúries que, en data 11 de desembre de 1380, acabarà venent-los al ciutadà barceloní Pere Sacalm, per 13.000 florins d'or d'Aragó. Finalment, serà la milícia hospitalera coneguda amb el nom de Sant Joan de Jerusalem, la que es farà amb la vila del Palau d'Anglesola i el lloc de Sidamon. L'any 1405, el papa d'Avinyó, Benet XIII, crea la comanda hospitalera de l'Espluga Calba, composta per les poblacions de l'Espluga, el Palau i Sidamon.
El Palau d'Anglesola que, l'any 1330, el rei Alfons III el Benigne, havia inclòs a la vegueria de Tàrrega, amb l'arribada dels Borbons i el Decret de Nova Planta, passà a formar part del corregiment de Lleida.
El palau-castell de la vila fou reformat al segle xvii.

## Geografia
- Llista de topònims del Palau d'Anglesola (Orografia: muntanyes, serres, collades, indrets…; hidrografia: rius, fonts...; edificis: cases, masies, esglésies, etc.).

Limita al nord amb el Poal, al sud amb Mollerussa, Fondarella i Sidamon, a l'est amb Vila-sana i a l'oest amb Bellvís i Bell-lloc d'Urgell. La població està situada a 236 m per damunt del mar.

## Comunicacions
- Línia regular d'autobusos
- Autovia A-II

## Economia
La base econòmica del Palau d'Anglesola és majoritàriament agrícola i ramadera. També disposa del polígon industrial SAU 3 amb unes quantes empreses bastant rellevants pel que fa al municipi.

## Llocs d'interès
- Cal Massot, al carrer del Doctor Pont i Gol, casa senyorial renaixentista (s. XVI) de la qual només es conserva la façana.[2]
- Església parroquial de Sant Joan Baptista, barroca de transició al neoclàssic, bastida entre els anys 1798 i 1805.[9]
- Ermita de Santa Llúcia, s. XVII, de propietat particular.
- Edifici modernista de la Cooperativa del Camp, de l'arquitecte Cèsar Martinell i Brunet, deixeble de Gaudí (1920-1923)[10]
- Nucli antic, amb cases dels s. XVII i XVIII
- Ermita de Sant Roc. Any 2012. L'anterior, del s. XVIII i de propietat particular, s'enrunà a partir del 1960.
- Plaça de la Generalitat, amb el brollador i el monument a La Passió
- Plaça de Catalunya, enjardinada amb un petit bassiol al mig.
- Plaça de l'1 d'Octubre, amb una al·legoria a la històrica Diada. Prop de la residència de Ca la Cileta.
- Formatgeria Camps (es pot visitar per veure com s'elaboren els formatges artesans). Propietat particular.

### Patrimoni arquitectònic
El Palau d'Anglesola compta amb diversos edificis que han estat declarats patrimoni arquitectònic i inclosos en l'Inventari del Patrimoni Arquitectònic de Catalunya, entre els quals destaquen: 
- Església de Sant Joan Baptista
- Creu de terme
- Cal Pere Bassa[11]

## Festes principals
- Cavalcada de Reis (5 de gener)
- Cursa de Sant Blai. El diumenge anterior a la seva festa.
- Festa Major d'hivern. Se celebra el 3 de febrer, en honor de Sant Blai
- Diada dels cassolaires (mes de març)
- Diada de Sant Jordi, 23 d'abril, amb parades de llibres i roses.
- Mare de Déu de Montserrat (27 d'abril).

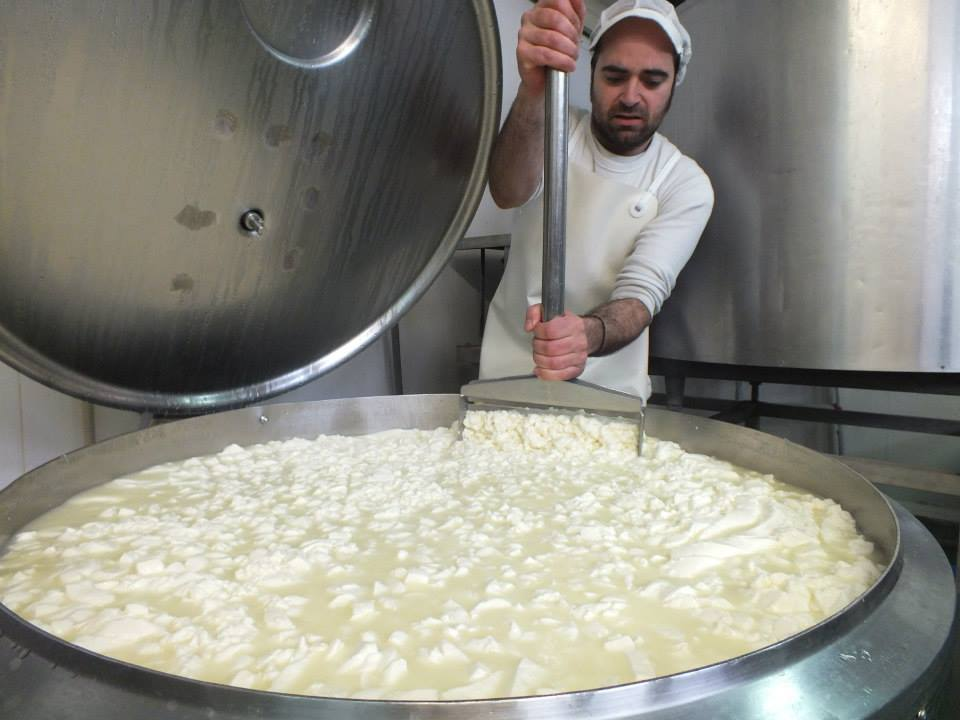
Elaborant formatge artesà

- Sant Joan. Encesa del foc amb la Flama del Canigó i revetlla.
- Diada de sant Roc (16 d'agost). Missa i aplec a l'ermita.
- Festa Major d'estiu. Se celebra el 29 d'agost, en honor de Sant Joan Baptista
- Fira i mostra de formatges. Primer cap de setmana d'octubre.
- Festa dels Fruits (mes de novembre)
- Santa Llúcia (13 de desembre), missa i esmorzar popular a l'ermita

## Demografia
| 1497 f | 1515 f | 1553 f | 1717 | 1787 | 1857 | 1877 | 1887 | 1900 | 1910 |
| ------ | ------ | ------ | ---- | ---- | ---- | ---- | ---- | ---- | ---- |
| 49     | 45     | 47     | 159  | 247  | 743  | 835  | 888  | 939  | 999  |

| 1920  | 1930  | 1940  | 1950  | 1960  | 1970  | 1981  | 1990  | 1992  | 1994  |
| ----- | ----- | ----- | ----- | ----- | ----- | ----- | ----- | ----- | ----- |
| 1.406 | 1.432 | 1.379 | 1.503 | 1.555 | 1.673 | 1.658 | 1.607 | 1.622 | 1.622 |

| 1996  | 1998  | 2000  | 2002  | 2004  | 2006  | 2008 | 2010 | 2012  | 2014  |
| ----- | ----- | ----- | ----- | ----- | ----- | ---- | ---- | ----- | ----- |
| 1.623 | 1.630 | 1.682 | 1.725 | 1.775 | 1.883 | 2050 | 2120 | 2.185 | 2.135 |

| 2016  | 2018  | 2020  | 2022  | 2024  | 2026 | 2028 | 2030 | 2032 | 2034 |
| ----- | ----- | ----- | ----- | ----- | ---- | ---- | ---- | ---- | ---- |
| 2.153 | 2.163 | 2.166 | 2.191 | 2.205 | -    | -    | -    | -    | -    |

## Personatges il·lustres
- Rogel·li Duocastella i Rosell, sacerdot i sociòleg
- Miquel dels Sants Cunillera i Rius, metge i polític català
- Josep Pont i Gol, arquebisbe de Tarragona i Primat. Tot i ser fill de Bellpuig, l'any 1951 fou declarat Fill Adoptiu i Predilecte del Palau d'Anglesola.